# Synagathis
Synagathis is een geslacht van kevers uit de familie somberkevers (Zopheridae).

## Soorten
Deze lijst is mogelijk niet compleet.
- S. kauricola
- S. lasconotoides